# 唐飛

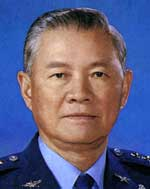
空軍将官服姿の唐飛

唐 飛（とう ひ、1932年〈民国21年〉3月15日 - ）は、中華民国（台湾）の空軍軍人。最終階級は一級上将。第21代国防部長、第16代行政院長。中国国民党員。

## 来歴
江蘇省生まれ。空軍軍官学校32期卒業。
唐飛はもともと戦闘機のパイロット出身だが、青年期は長らく中華民国を代表して大使館の駐在武官を務めた。このため、開放的かつ西洋化した思想は同期の将校の中でも突出したものであった。李登輝が総統に就任した後、二級上将に昇進し国防部督察室主任となる。1990年、郝柏村が行政院長になった後、空軍総司令、一級上将参謀総長に昇進した。李登輝政権の末期には国防部長も務めた。
唐飛の経歴は、1990年代後半の台湾において、陸軍主導から空軍優先へと軍事路線が転換していったことを物語っている。唐飛は軍の近代化に大きく貢献したこともあって、2000年に民主進歩党（民進党）の陳水扁が総統になった際に行政院長に任命された。これは、それまで長期にわたって政権を握っていた中国国民党（国民党）に近い存在である国軍を落ち着かせる意味があり、また超党派による新たな政局を展開させる意味を持っていた。軍人が行政院長に就任したのは、陳誠、郝柏村に続き3人目であった。また、軍人としての最高位である国防部参謀総長と、文官の最高位とも言うべき行政院長の両方を務めたのは、郝柏村以来2人目だった。
しかし、国民党籍の唐飛は、行政院長に就任すると台湾第四原子力発電所（第四原発、核4）の建設継続を主張し、建設中止を訴えた民進党と衝突することとなる。この後、陳水扁総統は唐飛の「健康上の理由」による辞職に同意し、唐飛は行政院長の職を4か月あまりで辞任することとなった。